# Canadian (Oklahoma)
Canadian is een plaats (town) in de Amerikaanse staat Oklahoma, en valt bestuurlijk gezien onder Pittsburg County.

## Demografie
Bij de volkstelling in 2000 werd het aantal inwoners vastgesteld op 239.
In 2006 is het aantal inwoners door het United States Census Bureau geschat op 244, een stijging van 5 (2,1%).

## Geografie
Volgens het United States Census Bureau beslaat de plaats een oppervlakte van
1,9 km², geheel bestaande uit land. Canadian ligt op ongeveer 206 m boven zeeniveau.

## Plaatsen in de nabije omgeving
De onderstaande figuur toont nabijgelegen plaatsen in een straal van 24 km rond Canadian.